# Sinéad O’Connor

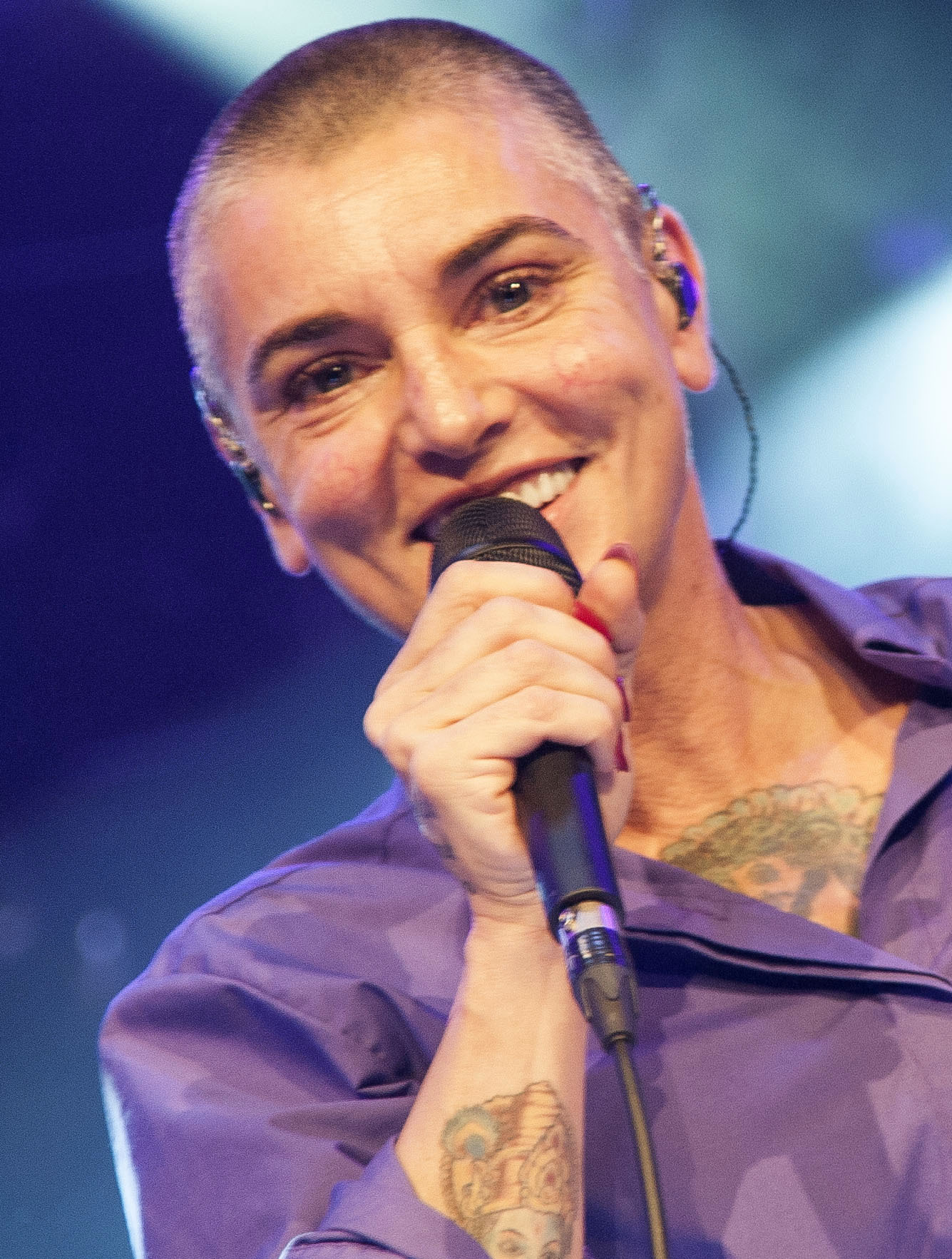
Sinéad O’Connor (2014)

Sinéad Marie Bernadette O’Connor (/ʃɪˈneɪd oʊˈkɒnɚ/; * 8. Dezember 1966 in Dublin; † 26. Juli 2023 in London; auch Magda Davitt, Shuhada’ Davitt und Shuhada’ Sadaqat) war eine irische Sängerin, Songschreiberin und Aktivistin. Ihren internationalen Durchbruch hatte sie 1990 mit dem von Prince geschriebenen Song Nothing Compares 2 U. Ihre erfolgreichste Veröffentlichung mit über sieben Millionen verkauften Einheiten ist das im selben Jahr erschienene Studioalbum I Do Not Want What I Haven’t Got.

## Leben

### Jugend und Ausbildung
Sinéad O’Connor wurde 1966 als drittes von fünf Kindern in Dublin geboren; ein Bruder ist der Schriftsteller Joseph O’Connor. Als Kind wurde sie nach eigenen Angaben von ihrer Mutter Johanna Marie O’Grady (1939–1985) misshandelt. Als sie acht Jahre alt war, trennten sich ihre Eltern. Im katholisch-konservativen Irland jener Zeit war eine Scheidung nicht möglich, und im Fall einer Trennung wurden Kinder generell der Mutter zugesprochen. Ihr Vater John Oliver „Seán“ O’Connor war Bauingenieur und wurde später als Barrister ein engagierter Kämpfer für das irische Scheidungsrecht. 1979 zog Sinéad im Alter von 13 Jahren bei ihrer Mutter aus, um bei ihrem Vater und dessen neuer Frau zu leben, die er 1976 in den Vereinigten Staaten geheiratet hatte.
Nachdem sie mehrfach von der Schule verwiesen und wegen Ladendiebstahls und Schulschwänzens aufgefallen war, wurde sie für 18 Monate in ein Magdalenen-Internat der Sisters of Our Lady of Charity geschickt. Diese waren in Irland in zahlreiche erst nach 1990 öffentlich gewordene Skandale wegen Gewalt und Kindesmissbrauchs verwickelt. Nach eigenen Angaben wurde O’Connor als Kind von Geistlichen missbraucht.
Auch dort galt sie als Rebellin. Von einer Nonne bekam sie eine Gitarre geschenkt und erhielt Unterricht. Sie entfernte sich auch hier mehrfach von der Schule, vorwiegend, um Straßenmusik in Dublin zu machen, und nahm an mehreren Talentwettbewerben teil. Danach wurde sie von ihrem Vater in ein Internat nach Waterford geschickt, wo ein Lehrer ihr Talent entdeckte. Er ermöglichte ihr Auftritte und verhalf ihr zu einem Demotape. Mit 16 Jahren verließ sie das Internat vorzeitig, um Singen und Klavierspielen zu lernen, und arbeitete nebenbei als Kellnerin.

### Musikalische Karriere
In einem Interview nannte O’Connor die Künstler Bob Dylan, David Bowie, Bob Marley sowie die Bands Siouxsie and the Banshees und The Pretenders als Einflüsse auf ihr musikalisches Schaffen. Auch Aretha Franklin und The Smiths gehörten zu ihren musikalischen Vorbildern.
Im Alter von 15 Jahren wurde sie durch den Drummer der Band Ton Ton Macoute (abgeleitet von der Bezeichnung der früheren haitianischen Geheimpolizei Tonton Macoute) bei einem Auftritt bei einer Hochzeit entdeckt. Nachdem sie die Schule mit 16 Jahren verlassen hatte, konnte sie sich nur schwer mit Musik über Wasser halten und zog nach London. Dort schloss sie 1983 einen Vertrag mit dem Musiklabel Ensign Records. Im weiteren Verlauf arbeitete sie mit dem U2-Gitarristen The Edge am Soundtrack des 1986 erschienenen Films Captive.
1987 erschien ihr erstes Album The Lion and the Cobra, das musikalisch eine breite Varianz aufweist. Der Rocksong Mandinka schlug Wellen in der Independent-Szene. Hinzu kam das zugehörige Musikvideo, das mit einer glatzköpfigen Frau ebenfalls Aufmerksamkeit erregte. Das Lied Jacky hingegen orientiert sich mehr an der traditionellen irischen Musik.
Der Durchbruch gelang O’Connor 1990 mit ihrem zweiten Album I Do Not Want What I Haven’t Got. Die darauf enthaltene Coverversion des Prince-Songs Nothing Compares 2 U wurde ein weltweiter Erfolg. Die Single erreichte in Deutschland Platz eins der Hitparade, wie auch im Vereinigten Königreich und den amerikanischen Billboard Charts. Im selben Jahr hatte sie einen Auftritt bei Roger Waters’ Aufführung von The Wall auf dem Potsdamer Platz in Berlin, bei dem sie das Lied Mother sang.
1992 sang sie mit Peter Gabriel auf dessen Album Us mit ihm die Lieder Come Talk to Me und Blood of Eden. Für weltweites Aufsehen sorgte O’Connors Auftritt im Oktober 1992 in der US-amerikanischen Comedyshow Saturday Night Live, als sie mit Bob Marleys Song War mit abgewandeltem Text auf den sexuellen Missbrauch in der katholischen Kirche und deren Umgang mit diesen Fällen aufmerksam machte und anschließend vor laufenden Kameras ein Bild des Papstes Johannes Paul II. zerriss. Die New York Daily News bezeichnete die Aktion als „holy terror“, und O’Connor wurde dafür heftig kritisiert.
1993 coverte sie im Duett mit dem amerikanischen Country-Musiker Willie Nelson den Song Don’t Give Up von Peter Gabriel, den dieser 1986 im Original mit Kate Bush gesungen hat. Das Stück ist auf Nelsons Studioalbum Across the Borderline enthalten. Bei Live-Auftritten sang sie das Lied zusammen mit Peter Gabriel. Sie war 1993 bei einem Teil der Konzerte der Secret World Tour von Gabriel dessen Gesangspartnerin, bis sie durch Paula Cole ersetzt wurde.
Der kamerunische Musiker Manu Dibango coverte 1994 den Song Biko von Peter Gabriel auf seinem Album Wakafrika; in Dibangos Version spielten auch Gabriel, Sinéad O’Connor, Ladysmith Black Mambazo, Geoffrey Oryema und Alex Brown mit.
In ihren 2021 erschienenen Memoiren Rememberings gab sie an, dass das von ihr zerrissene Foto, das den Papst bei seiner Ankunft am Flughafen Dublin im Jahr 1979 zeigte, aus dem Schlafzimmer ihrer verstorbenen Mutter stamme. Ihr zufolge war es das einzige Andenken, das sie nach deren Tod an sich genommen hatte. Bei ihrem Auftritt bei einem Konzert zu Ehren von Bob Dylans 30-jährigem Bühnenjubiläum am 16. Oktober 1992 im Madison Square Garden in New York wurde sie ausgebuht und ausgepfiffen. Daraufhin wurde sie von Kris Kristofferson, dem Gastgeber der Veranstaltung, tröstend in die Arme genommen. Anschließend wich sie von der Setlist ab und sang stattdessen ohne Begleitung das Lied War von Bob Marley.
Danach veröffentlichte sie unter anderem eine Coverversion von Don’t Cry for Me Argentina. In der Romanverfilmung Emily Brontë’s Wuthering Heights (Stürmische Leidenschaft) aus dem Jahr 1992 übernahm O’Connor eine kleine Rolle; sie spielte die Autorin Emily Brontë, die als Erzählerin auftritt. Ihr viertes Album Universal Mother erschien 1994. Mit dem Song Fire on Babylon thematisierte sie die durch ihre Mutter erfahrenen Misshandlungen und den gescheiterten Versuch ihres Vaters, sie durch Übernahme der Vormundschaft davor zu bewahren.

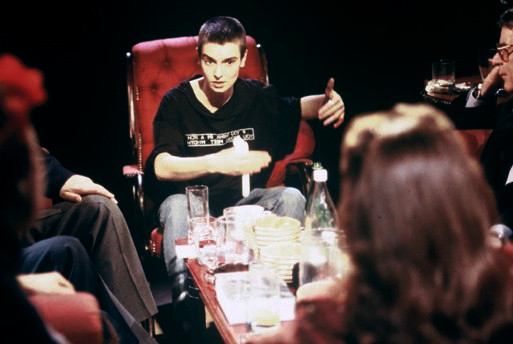
Sinéad O’Connor (1995)

In der Folge nahm die Wahrnehmung ihrer Musik deutlich ab. 1997 veröffentlichte sie die EP Gospel Oak mit sechs Stücken. Im selben Jahr spielte sie in The Butcher Boy (deutscher Titel Butcher Boy – Der Schlächterbursche) unter der Regie von Neil Jordan mit Ian Hart und Fiona Shaw und eröffnete zusammen mit Nanette Scriba das Mainzer Zeltfestival.
Im Jahr 2000 hatte sie mit ihrem fünften Album Faith And Courage ihr Comeback. Das Album mit vorwiegend selbst verfassten Liedern schaffte jedoch nur in Australien den Einzug in die Top-20. Daraufhin verließ sie für längere Zeit den radiotauglichen Pop und widmete sich traditionellerer Musik. Ihr 2002 veröffentlichtes Album Sean-Nós Nua enthält traditionelle Folksongs, darunter einige in irischer Sprache. Anfang 2003 hatte sie einen Gastauftritt auf dem Album 100th Window von Massive Attack. Danach zog sie sich aus dem Musikgeschäft zurück, um ein „normales Leben zu führen und Religionslehrerin zu werden“. Im Juli 2003 erschien eine Konzert-DVD mit dem Titel Goodnight, Thank You. You’ve Been a Lovely Audience.
Im März 2005 kehrte O’Connor ins Musikgeschäft zurück. Sie veröffentlichte das Album Collaborations, auf dem keine Eigenproduktionen zu finden sind, sondern Stücke, die sie im Laufe ihrer Karriere mit anderen Künstlern (darunter Peter Gabriel, U2 und Moby) aufgenommen hatte. Im Oktober 2005 veröffentlichte sie ihr siebtes Album Throw Down Your Arms, das Roots-Reggae-Musik in den Mittelpunkt stellte. Das Album wurde von den Reggae-Musikern Sly Dunbar und Robbie Shakespeare produziert. Es enthält unter anderem Coverversionen von Songs von Peter Tosh, Burning Spear und Bob Marley. Ihr achtes Album, Theology, das Songs mit spirituellem Inhalt enthält, die sich auf das Alte Testament beziehen, erschien im Juni 2007. Im September war sie mit Ian Brown mit dem Song Illegal Attacks in den britischen Charts.

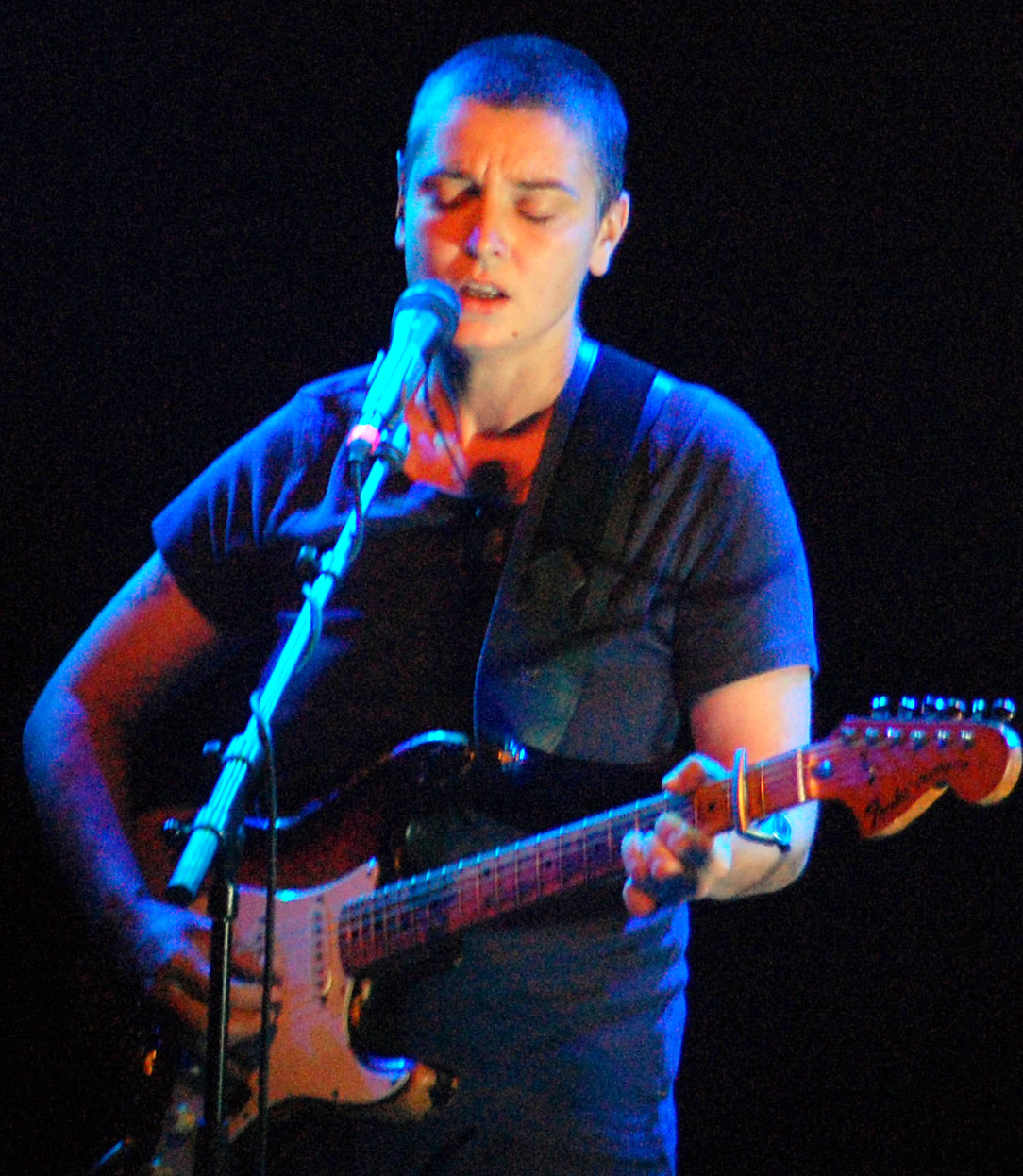
Sinéad O’Connor (2008)

Sie wirkte als Sängerin und Mitautorin des Liedes Everything Comes from You an den Aufnahmen des Weltmusik-Kompilations-Albums mit dem Namen Big Blue Ball von Peter Gabriel und Karl Wallinger mit, das in den Sommern der Jahre 1991, 1992 und 1995 in den Real World Studios aufgenommen wurde und 2008 erschien. 2010 nahm sie mit Elaine Paige das Duett It’s Only Life für deren Album Elaine Paige and Friends auf. Das Stück hatte Tim Rice für dieses Album geschrieben.
Im Januar 2012 suchte O’Connor auf Twitter wegen psychischer Probleme öffentlich nach Hilfe und brach im April 2012 ihre Tournee ab. Ihr zehntes und letztes Studioalbum I’m Not Bossy, I’m the Boss wurde im August 2014 veröffentlicht. Es enthielt einige autobiographische Songs. Sie selbst bezeichnete es als „ein Album voller Liebeslieder“. Im November 2014 beteiligte sie sich an dem Projekt Band Aid 30, das auf Initiative von Bob Geldof Geld für die Bekämpfung der Ebola-Epidemie in Westafrika sammelte. Im August 2018 veröffentlichte sie eine Vorabversion ihres Liedes Milestones. Im Juli 2023 kündigte sie ein weiteres Album und Touren im folgenden Jahr an.

### Kontroversen und gesellschaftliches Engagement
O’Connor zog während ihrer Karriere häufig durch Kontroversen und politischen Aktivismus Aufmerksamkeit auf sich, was teilweise ihre musikalische Karriere überschattete. So verweigerte sie 1990 einen Auftritt in New Jersey, da vor diesem die amerikanische Nationalhymne gesungen werden sollte. Frank Sinatra kommentierte ihre Weigerung mit: „I kick her ass!“ (englisch für „Ich trete ihr in den Arsch!“). O’Connor erwiderte gegenüber Journalisten, sie hoffe, dass sie Sinatra nicht begegne; schließlich könne sie doch keinen alten Mann schlagen. Die Veranstalter verzichteten an diesem Abend auf die Nationalhymne, lehnten später aber jede weitere Zusammenarbeit mit ihr ab. 1991 zog sie ihren Namen trotz vier Nominierungen für den Grammy Award zurück. Sie sorgte mit ihren kontroversen Auftritten und Aussagen weiterhin für unterschiedliche Reaktionen. So sympathisierte sie zum Beispiel mit der IRA und lehnte die klerikale katholische Kirche ab.
Aufgrund der anhaltenden gesellschaftlichen Anfeindungen vor allem nach ihrem Auftritt im Oktober 1992 bei Saturday Night Live zog sie sich zeitweilig aus dem Musikgeschäft zurück und begann, in Dublin Operngesang zu studieren. Dort beteiligte sie sich an den Demonstrationen um den X-Case, bei dem einem 14-jährigen Vergewaltigungsopfer die Ausreise nach Großbritannien für eine Abtreibung durch das oberste irische Gericht untersagt worden war. Sie forderte ein weiteres Referendum über das Abtreibungsrecht in Irland. Dieses folgte im November 1992, als die Reiseerlaubnis mit dem Ziel der Abtreibung ermöglicht wurde, bevor dann im Mai 2018 die Abtreibung in Irland selbst legalisiert wurde.
In späteren Jahren fokussierte sich O’Connors Wahrnehmung in den Medien häufig auf das Thema Religion. So wurde sie 1996 in einem sechswöchigen Studium der Theologie am Milltown Institute der National University of Ireland in Dublin bei einer Zeremonie im französischen Lourdes zur Priesterin der orthodox-katholischen und apostolischen Kirche von Irland geweiht. Sie nahm den Ordensnamen Mother Bernadette Mary an, jedoch wurde die Ordination von der römisch-katholischen Kirche nicht anerkannt. Ende Oktober 2018 erklärte sie, zum Islam konvertiert zu sein und ihren Namen in Shuhada’ Davitt geändert zu haben, sowie dass sie „nichts mehr mit Weißen zu tun haben will“, sofern damit Nichtmuslime gemeint seien. Dafür entschuldigte sie sich später und widerrief die Aussage. Wenig später änderte sie ihren Nachnamen zu Sadaqat (Urdu für Wahrheit).

### Privatleben
In den frühen 1980er-Jahren heiratete O’Connor den Schlagzeuger ihrer Band, John Reynolds. Von ihm ließ sie sich in den 1990er-Jahren nach der Legalisierung von Ehescheidungen in Irland scheiden. Aus dieser Verbindung stammte ihr erstes Kind. Im März 1996 wurde ihr zweites Kind geboren; der Vater ist der irische Journalist John Waters. Im Jahr 2000 outete sie sich als lesbisch, widerrief dies jedoch in späteren Interviews, in denen sie sich sowohl als bi- als auch als heterosexuell bezeichnete. Im März 2004 brachte O’Connor einen Sohn zur Welt, im Dezember 2006 folgte ein weiterer Sohn. Im Dezember 2011 heiratete sie Barry Herridge in Las Vegas; diese vierte Ehe wurde 16 Tage später geschieden.
Im Januar 2012 unternahm O’Connor einen Suizidversuch. Im November 2015 machte sie weitere Suizidgedanken öffentlich. Zum Ende des Monats wurde sie von einem Rettungsteam aufgefunden und zur stationären Behandlung in eine Klinik in Dublin gebracht. Ende 2017 änderte sie ihren Namen in Magda Davitt, um sich vom „Fluch ihrer Eltern zu befreien“.
Im Januar 2022 nahm sich ihr älterer Sohn mit 17 Jahren das Leben. Ihr letztes Twitter-Konto meldete sie Anfang Juli 2023 unter dem Namen Sinéad Marie-Bernarde Aoibheann O’Connor an.
Sinéad O’Connor starb im Juli 2023 im Alter von 56 Jahren in London infolge einer COPD eines natürlichen Todes. Die Trauerfeier fand am 8. August im irischen Bray statt, wo sie 15 Jahre lang gewohnt hatte. Bestattet wurde sie nach islamischem Ritus auf dem Deansgrange Cemetery südlich von Dublin.

## Diskografie
Studioalben

| Jahr | Titel Musiklabel                                                          | Höchstplatzierung, Gesamtwochen, AuszeichnungChartplatzierungen (Jahr, Titel, Musiklabel, Platzierungen, Wochen, Auszeichnungen, Anmerkungen) | Höchstplatzierung, Gesamtwochen, AuszeichnungChartplatzierungen (Jahr, Titel, Musiklabel, Platzierungen, Wochen, Auszeichnungen, Anmerkungen) | Höchstplatzierung, Gesamtwochen, AuszeichnungChartplatzierungen (Jahr, Titel, Musiklabel, Platzierungen, Wochen, Auszeichnungen, Anmerkungen) | Höchstplatzierung, Gesamtwochen, AuszeichnungChartplatzierungen (Jahr, Titel, Musiklabel, Platzierungen, Wochen, Auszeichnungen, Anmerkungen) | Höchstplatzierung, Gesamtwochen, AuszeichnungChartplatzierungen (Jahr, Titel, Musiklabel, Platzierungen, Wochen, Auszeichnungen, Anmerkungen) | Höchstplatzierung, Gesamtwochen, AuszeichnungChartplatzierungen (Jahr, Titel, Musiklabel, Platzierungen, Wochen, Auszeichnungen, Anmerkungen) | Anmerkungen                                                   |
| Jahr | Titel Musiklabel                                                          | DE | AT | CH | UK | US | IE | Anmerkungen                                                   |
| ---- | ------------------------------------------------------------------------- | --- | --- | --- | --- | --- | --- | ------------------------------------------------------------- |
| 1987 | The Lion and the Cobra Chrysalis Records • Ensign Records (EMI)           | DE52 (3 Wo.)DE | — | CH12 (6 Wo.)CH | UK27 Gold · (20 Wo.)UK | US36 Gold · (76 Wo.)US | IE23 a Gold · (1 a Wo.)IE | Erstveröffentlichung: 25. Oktober 1987 Verkäufe: + 820.000    |
| 1990 | I Do Not Want What I Haven’t Got Chrysalis Records • Ensign Records (EMI) | DE1 Platin · (43 Wo.)DE | AT1 Gold · (29 Wo.)AT | CH1 Gold · (34 Wo.)CH | UK1 ×2Doppelplatin · (50 Wo.)UK | US1 ×2Doppelplatin · (52 Wo.)US | IE28 a (1 a Wo.)IE | Erstveröffentlichung: 12. März 1990 Verkäufe: + 7.000.000     |
| 1992 | Am I Not Your Girl? Chrysalis Records • Ensign Records (EMI)              | DE24 (12 Wo.)DE | AT9 (8 Wo.)AT | CH11 Gold · (10 Wo.)CH | UK6 Gold · (6 Wo.)UK | US27 (9 Wo.)US | — | Erstveröffentlichung: 1. September 1992 Verkäufe: + 1.200.000 |
| 1994 | Universal Mother Chrysalis Records • Ensign Records (EMI)                 | DE38 (9 Wo.)DE | AT7 Gold · (11 Wo.)AT | CH11 (11 Wo.)CH | UK19 Gold · (9 Wo.)UK | US36 (8 Wo.)US | — | Erstveröffentlichung: 7. September 1994 Verkäufe: + 175.000   |
| 2000 | Faith and Courage Atlantic Records (WMG)                                  | DE38 (8 Wo.)DE | AT21 (10 Wo.)AT | CH19 (10 Wo.)CH | UK61 (2 Wo.)UK | US55 (11 Wo.)US | IE8 (18 Wo.)IE | Erstveröffentlichung: 9. Juni 2000 Verkäufe: + 35.000         |
| 2002 | Sean-Nós Nua Roadrunner Records (Arcade)                                  | DE75 (6 Wo.)DE | AT29 (5 Wo.)AT | CH67 (5 Wo.)CH | UK52 (2 Wo.)UK | US139 (2 Wo.)US | IE3 (20 Wo.)IE | Erstveröffentlichung: 2. Oktober 2002                         |
| 2005 | Throw Down Your Arms Ministry of Sound (Edel)                             | — | — | — | — | — | IE17 Gold · (8 Wo.)IE | Erstveröffentlichung: 28. September 2005 Verkäufe: + 7.500    |
| 2007 | Theology Ministry of Sound (Edel)                                         | DE86 (1 Wo.)DE | — | — | — | US168 (1 Wo.)US | IE18 (7 Wo.)IE | Erstveröffentlichung: 4. Juni 2007                            |
| 2012 | How About I Be Me (And You Be You)? One Little Indian Records (RTD)       | DE78 (1 Wo.)DE | AT42 (2 Wo.)AT | CH69 (1 Wo.)CH | UK33 (2 Wo.)UK | US115 (1 Wo.)US | IE5 (13 Wo.)IE | Erstveröffentlichung: 13. Februar 2012                        |
| 2014 | I’m Not Bossy, I’m the Boss Nettwerk Music (SMD)                          | DE39 (1 Wo.)DE | AT44 (1 Wo.)AT | CH48 (1 Wo.)CH | UK22 (2 Wo.)UK | US83 (1 Wo.)US | IE1 (21 Wo.)IE | Erstveröffentlichung: 8. August 2014                          |

grau schraffiert: keine Chartdaten aus diesem Jahr verfügbar

## Bücher
- Sinéad O’Connor: My Story as Told to Michael Sheridan. Transworld Press, London 2009, ISBN 978-1-84827-066-4.
- Sinéad O’Connor: Rememberings. Penguin Books, London 2021, ISBN 978-1-84488-541-1. Deutsche Ausgabe: Erinnerungen. Riva, München 2021, ISBN 978-3-96775-061-4.